# Las Herrerías de Calvera
Las Herrerías de Calvera o simplemente Las Herrerías (Les Ferreries en catalán ribagorzano) es una localidad española perteneciente al municipio de Beranuy, en la Ribagorza, provincia de Huesca, Aragón.